# Celestin Stoy (zbraslavský opat)
Celestin Stoy (též Coelestin; † 1785) byl v letech 1770–1785 opat cisterciáckého kláštera ve Zbraslavi.

## Opatem kláštera
Po smrti opata Desideria Andrese nastaly mezi řeholními bratry v klášteře spory o volbu nového opata. Když se o tomto stavu dozvěděl císař Josef II., nechal klášter 2. prosince téhož roku zrušit a jeho majetek převedl náboženskému fondu.
| Předchůdce: Desiderius Andres | Znak z doby nástupu | Opat zbraslavského kláštera Celestin Stoy 1770–1785 | Znak z doby konce vlády | Nástupce: - |